# Cmentarz parafialny w Kamieńczyku (powiat wyszkowski)
Cmentarz parafii Wniebowzięcia Najświętszej Maryi Panny w Kamieńczyku nad Bugiem lub też cmentarz parafialny w Kamieńczyku, cmentarz w Kamieńczyku – cmentarz rzymskokatolicki znajdujący się we wsi Kamieńczyk w gminie Wyszków, w powiecie wyszkowskim, w województwie mazowieckim.
Powstał w połowie XIX wieku. Ujęty jest w ewidencji zabytków.
Na cmentarzu znajduje się między innymi grób Piotra i Katarzyna Wyszyńscy, dziadkowie prymasa Stefana Wyszyńskiego.
Na cmentarzu złożone również zwłoki 59 żołnierzy batalionu KOP „Orany", poległych w dniu 9 września 1939 roku.

## Osoby pochowane na cmentarzu
- Eugeniusz Rudnik (1932–2016) – polski inżynier elektronik i reżyser dźwięku, pionier muzyki elektronicznej i elektroakustycznej w Polsce, kompozytor współczesny[4]

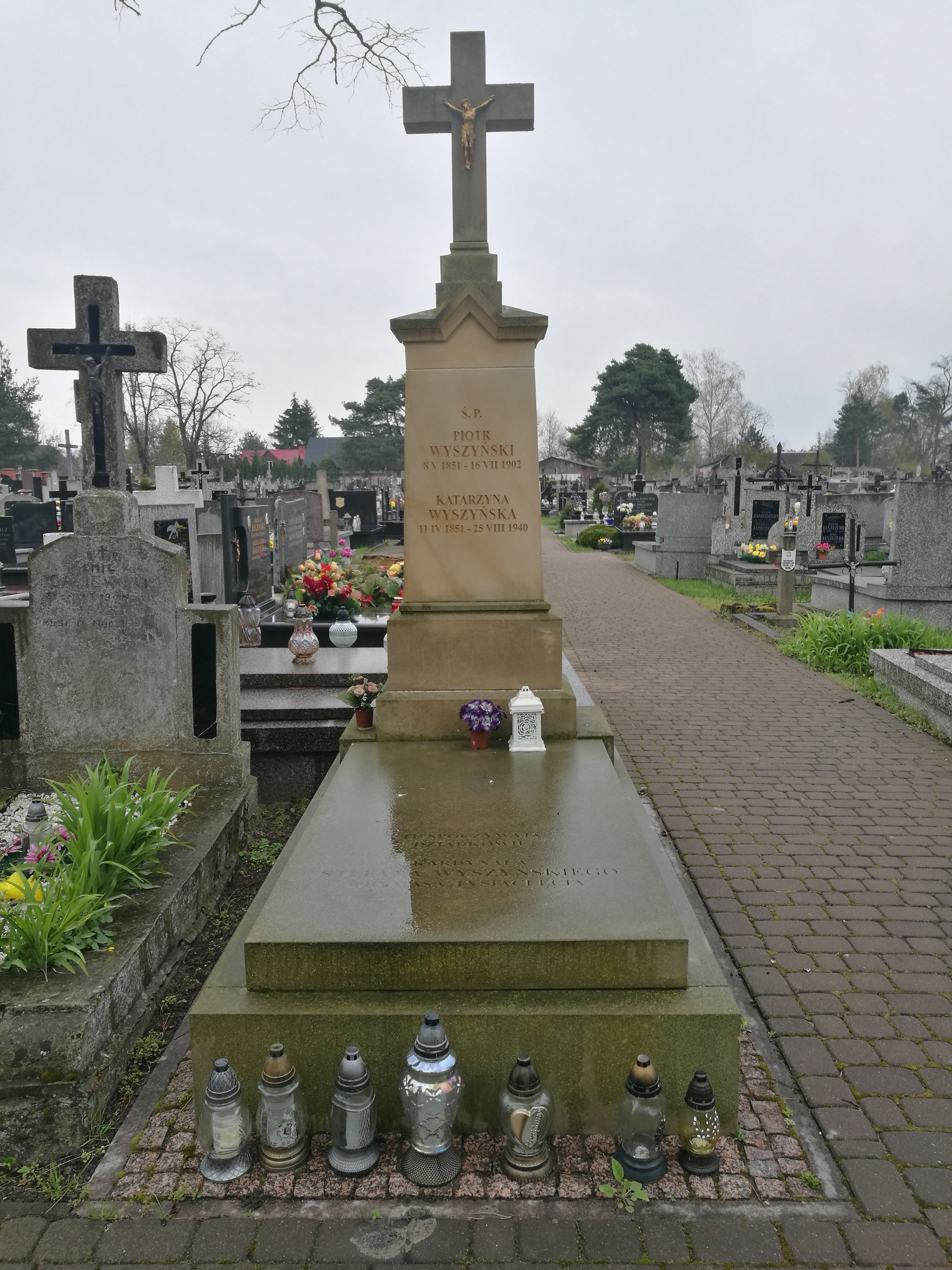
Grób dziadków bł. kardynała Stefana Wyszyńskiego
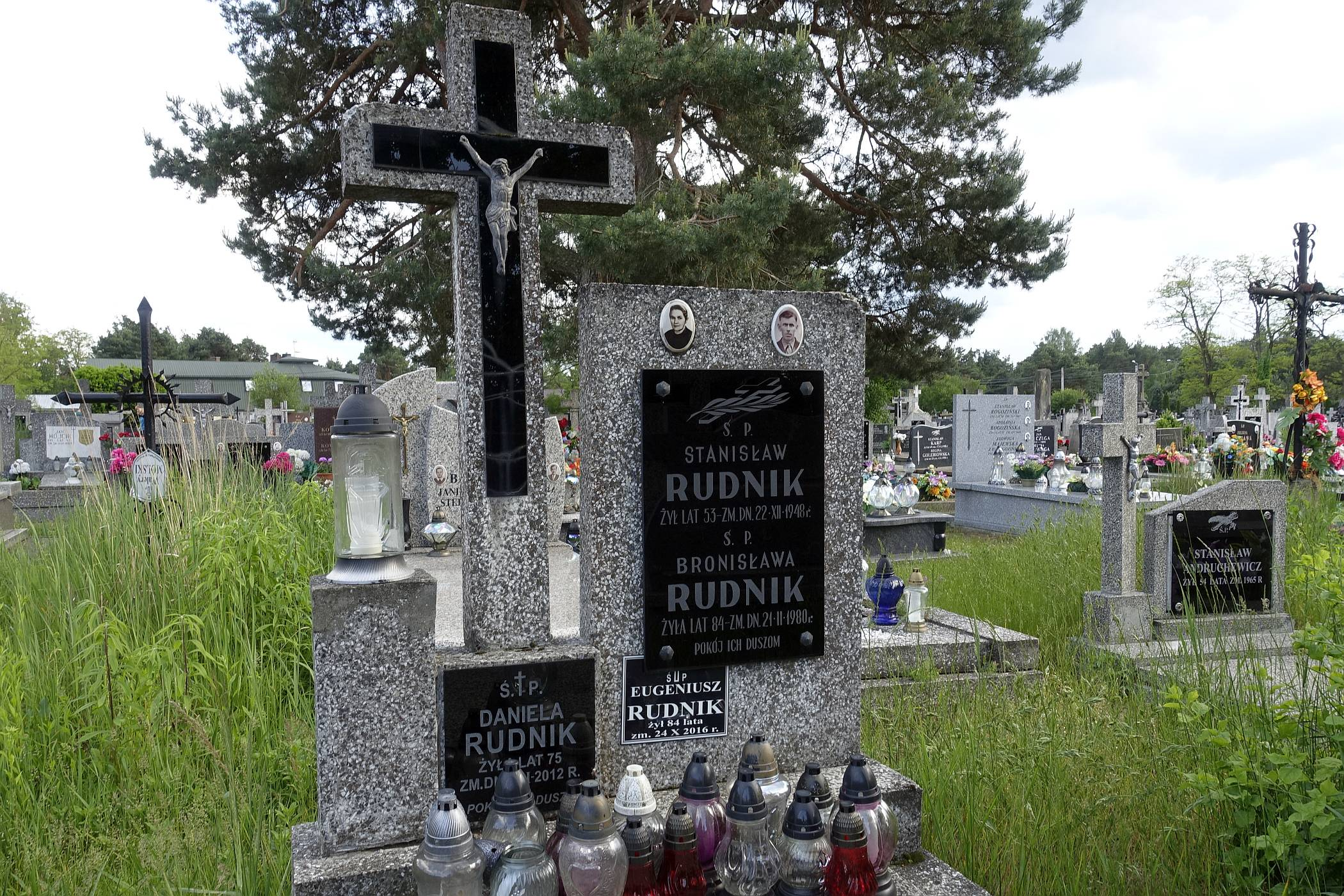
Grób rodzinny kompozytora Eugeniusza Rudnika